# Pierre Galet
Pierre Galet (* 28. Januar 1921 in Monaco; † 30. Dezember 2019 in Montpellier) war einer der weltweit führenden Experten für Ampelographie.

## Leben
Während seiner Beschäftigung in der Universität Montpellier École nationale supérieure agronomique de Montpellier (ENSAM) übernahm Galet dort die Leitung des Lehrstuhls für Weinbau. Galet wurde in den folgenden Jahren seiner Tätigkeit am Institut bis heute richtungsweisend auf dem Gebiet der Ampelographie.
Ab 1952 führte Pierre Galet einen neuen wissenschaftlichen Ansatz in seinem Fach ein. Er schuf ein System zur Klassifizierung von Reben anhand objektiver Merkmale und beschrieb damit 9600 verschiedene Rebsorten. Als renommierter Ampelograf hatte Galet weltweit Kontakte geknüpft, auch über politische Grenzen hinaus. Forschungsreisen führten ihn zudem nach Afghanistan, Nepal, Nordafrika, Nordamerika, Südamerika, Südkorea, Thailand und Zypern, wo er Wildreben und Hybriden anhand ihres Phänotyps beurteilte. Im Jahr 1967 veröffentlichte er schließlich seine Doktorarbeit mit dem Titel Recherches sur les méthodes d’identification et de classification des Vitacces des zones tempérées. Im Rahmen dieser Arbeit beschrieb und systematisierte er die Wildreben, die er im Laufe der Jahre erfasste und beurteilte.
Für seine weltweit anerkannten Leistungen wurde er mit dem Titel „Officier de l’Ordre du Mérite Agricole“ und zahlreichen weiteren Ehrungen ausgezeichnet.
Sein Werk Dictionnaire encyclopédique des cépages aus dem Jahr 2000, herausgegeben von Hachette, gilt als Standardwerk der Beschreibung von Rebsorten; es beinhaltet insbesondere präzise Illustrationen der Merkmalsausprägungen der Rebsorten.

## Werke
- Maladies et Parasites de la Vigne. 2 Bände. 1977 u. 1982
- Pierre Galet: Dictionnaire encyclopédique des cépages. Hachette Pratique, Paris 2000, ISBN 2-01-236331-8 (französisch).
- Précis d’ampélographie pratique. Galet, 2001. ISBN 2-902771-02-9.
- Grands cépages. Hachette Pratique, coll. « Livret du Vin », 2006. ISBN 2-01-237081-0.
- mit Pierre Casamayor und Antoine Lebègue: Dictionnaire des vins de France, Hachette Pratique, coll. « Livret du Vin », 2001. ISBN 2-01-236582-5.
- Der Chardonnay. Ein Franzose und Weltbürger. In: Vinum, 8. Zürich 1987, H. 6, S. 26–28.

## Ehrungen
- Officier de l’Ordre du Mérite agricole; 1950
- Commandeur de l’Ordre du Mérite Agricole; 2013[2]